# Penitenciária II de Tremembé
A Penitenciária Doutor José Augusto César Salgado, mais conhecida como Penitenciária II de Tremembé, é uma penitenciária localizada no município de Tremembé, no Brasil. É conhecida por abrigar criminosos do sexo masculino considerados "famosos".

## Características
Construída em 1948, a Penitenciária Doutor José Augusto César Salgado recebe desde 2002 os chamados "presos especiais", após ter parte de sua estrutura destruída em uma rebelião em 2000. Em 2003, foi premiada como "Modelo de Gestão Penitenciária". Ela é conhecida por abrigar criminosos envolvidos em casos de grande repercussão no Brasil, muitos deles suspeitos e condenados por chacinas, assassinatos brutais, estupros, pedofilia e crimes de colarinho branco. Entretanto, a penitenciária não recebe membros de facções criminosas. Conta com celas para até oito presos, sem problemas de superlotação. Há nove celas individuais. A penitenciária oferece aos presos a possibilidade de trabalhar em uma oficina de reforma de carteiras escolares, uma fábrica de fechaduras, uma de pastilhas desinfetantes para vaso sanitário e uma oficina de artesanato. Os presos também podem receber aulas de teatro e participar de grupos de leituras. As atividades são abertas a todos os presos e podem ser utilizadas para a remição das penas.

## Presos notáveis
A seguir estão listados os presos ou ex-presos notáveis da penitenciária, referenciados em fontes secundárias e com artigo na Wikipédia (seja o artigo do criminoso ou do caso em si).
| - Mateus da Costa Meira (Massacre no Morumbi Shopping) - Daniel e Christian Cravinhos (Caso Richthofen) - Edinho (tráfico de drogas e lavagem de dinheiro — recebeu habeas corpus) - Edemar Cid Ferreira (Banco Santos) - Law Kin Chong (contrabando) - Alexandre Nardoni (Caso Isabella Nardoni) - Marcos Valério (Escândalo do mensalão) |  | - Limdemberg Alves Fernandes (Caso Eloá Cristina) - Roger Abdelmassih (estupros) - Antônio Pimenta Neves (Assassinato de Sandra Gomide) - Evandro Bezerra da Silva (Caso Mércia Nakashima) - Francisco de Assis Pereira (Maníaco do Parque; assassinatos e estupros) - Gil Rugai (Caso Gil Rugai) - Robinho (caso de estupro) - Ronnie Lessa (Assassinato de Marielle Franco) |

Com a prisão de Luiz Inácio Lula da Silva, na manhã dia 7 de agosto de 2019 foi determinada a transferência de Lula para a penitenciária. O caso foi parar no Supremo Tribunal Federal que, por 10 votos a 1, impediu a transferência, mantendo-o na Superintendência da Polícia Federal em Curitiba.